# 久喜市立鷲宮中学校
久喜市立鷲宮中学校（くきしりつわしのみやちゅうがっこう）は埼玉県久喜市にある公立中学校。令和6年4月8日現在の生徒数は10学級、309名。

## 校歌
- 作詞:安積得也、作曲:服部正
- 歌詞には富士山、筑波山、利根川、ユングフラウ、ヒマラヤ山脈、キリマンジャロ、アマゾン川が登場する[2]。

## 部活動
- 野球部
- 陸上競技部
- 男子ソフトテニス部
- 女子ソフトテニス部
- 女子バレー部
- 男子バスケットボール部
- 女子バスケットボール部
- バドミントン部
- 剣道部- 2003年関東中学剣道大会男子団体3位入賞。2007年全国中学校剣道大会出場[3]
- 男子卓球部
- 女子卓球部
- 郷土芸能部 - 昭和55年に必修クラブとして誕生、平成5年に部活動となった。鷲宮神社の神楽の伝承活動を行っている[4]。
- 美術部
- 吹奏楽部
- 情報ビジネス部

## 所在地
- 埼玉県久喜市鷲宮782
- 東武伊勢崎線鷲宮駅から徒歩15分

## 主な出身者
- 川内優輝 - 陸上競技選手（長距離走・マラソン）、元埼玉県地方公務員（埼玉県庁所属）・現プロランナー
  - 同中学校在学時は陸上部に所属。社会人入り後は男子マラソンの選手として、2011年世界陸上大邱大会・2013年世界陸上モスクワ大会・2017年世界陸上モスクワ大会・2019年世界陸上ドーハ大会各日本代表、2014年仁川アジア競技大会銅メダリスト、2018年ボストンマラソン優勝などの実績を持つ。